# Athysanus schubotzi
Athysanus schubotzi är en insektsart som beskrevs av Melichar 1912. Athysanus schubotzi ingår i släktet Athysanus och familjen dvärgstritar. Inga underarter finns listade i Catalogue of Life.